# برهمنبریا صدر

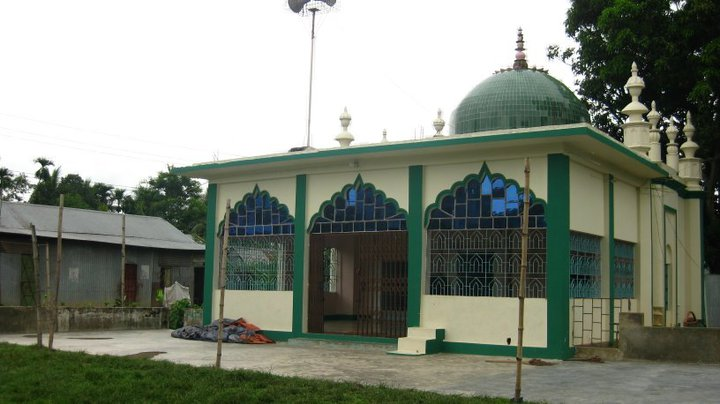
مسجد انصار مختار در این شهر

برهمنبریا صدر (به لاتین: Brahmanbaria Sadar) یک منطقهٔ مسکونی در بنگلادش است که در ناحیه برهمن‌بریه واقع شده‌است. برهمنبریا صدر ۴۹۵٫۸۵ کیلومتر مربع مساحت و ۶۵۹٬۴۴۹ نفر جمعیت دارد.